# Snaggenässjön
Snaggenässjön är en sjö i Bengtsfors kommun i Dalsland och ingår i Göta älvs huvudavrinningsområde. Sjön är 31,5 meter djup, har en yta på 0,817 kvadratkilometer och befinner sig 122,8 meter över havet. Sjön avvattnas av vattendraget Tassbyälven (Kesnacksälven).

## Delavrinningsområde
Snaggenässjön ingår i det delavrinningsområde (656386-128288) som SMHI kallar för Utloppet av Snaggenässjön. Medelhöjden är 159 meter över havet och ytan är 4,7 kvadratkilometer. Räknas de 8 avrinningsområdena uppströms in blir den ackumulerade arean 23,65 kvadratkilometer. Tassbyälven (Kesnacksälven) som avvattnar avrinningsområdet har biflödesordning 3, vilket innebär att vattnet flödar genom totalt 3 vattendrag innan det når havet efter 229 kilometer. Avrinningsområdet består mestadels av skog (69 procent). Avrinningsområdet har 0,8 kvadratkilometer vattenytor vilket ger det en sjöprocent på 17,1 procent.